# Contes (Pas-de-Calais)
Contes is een gemeente in het Franse departement Pas-de-Calais (regio Hauts-de-France) en telt 334 inwoners (1999). De plaats maakt deel uit van het arrondissement Montreuil.

## Geografie
De oppervlakte van Contes bedraagt 7,1 km², de bevolkingsdichtheid is 47,0 inwoners per km².
De onderstaande kaart toont de ligging van Contes (Pas-de-Calais) met de belangrijkste infrastructuur en aangrenzende gemeenten.

## Demografie
Onderstaande figuur toont het verloop van het inwonertal (bron: INSEE-tellingen).